# Schwäbischer Bund

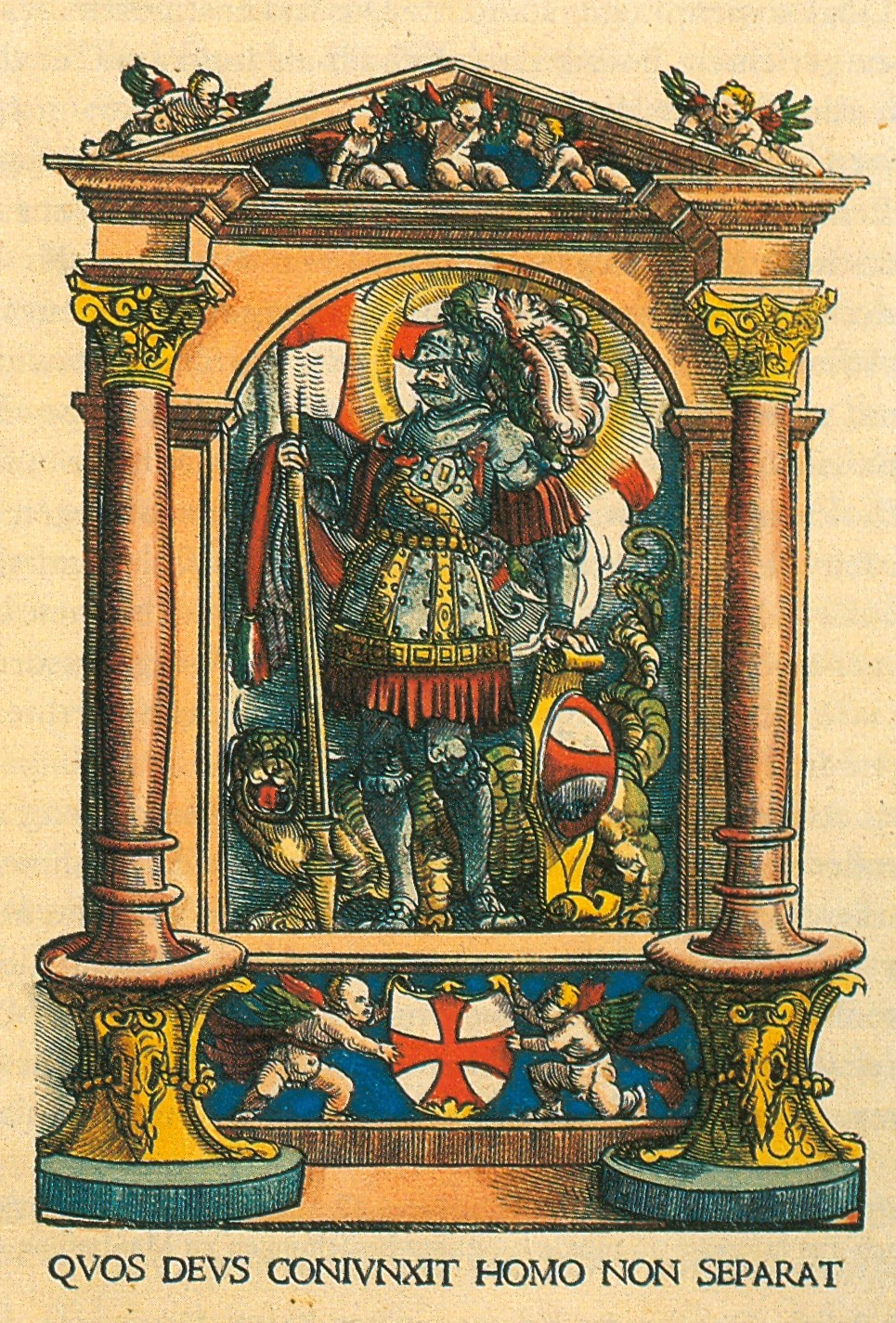
Wappenschild des Schwäbischen Bundes, 1522, Heiliger Georg mit Fahne. Zwei Putten halten das Wappen, ein rotes Kreuz in weißem Feld, Das Motto: Wen Gott verbunden, trennt der Mensch nicht, Kolorierter Holzschnitt, Werkstatt Hans Burgkmairs

Der Schwäbische Bund (auch Bund im Lande Schwaben) wurde am 14. Februar 1488 auf dem Reichstag in Esslingen am Neckar  auf Veranlassung Kaiser Friedrichs III. als Zusammenschluss der schwäbischen Reichsstände gegründet.
Der schwäbische Bund bewährte sich als wesentliches Instrument der Reichsreform und des damit verbundenen Landfriedens, was ihm seine verfassungsgeschichtliche Bedeutung verleiht. Seine über Fachkreise hinausgehende Bekanntheit verdankt er seiner Rolle in der Niederschlagung des Bauernaufstands. Für die Landesgeschichte ist auch der Konflikt mit Herzog Ulrich von Württemberg, der später die Reformation in seinem Lande einführte, hervorzuheben.

## Der Aufbau des schwäbischen Bundes

### Organisation
Der Schwäbische Bund war eine genossenschaftlich organisierte Einung, die eine Tendenz zur zunehmenden Institutionalisierung erkennen ließ. Darüber hinaus sind aber neben den klassischen mittelalterlichen Elementen auch moderne zu finden.
So ist bei den Bundeshauptleuten eine klare Qualifikation zu erkennen, was dem späteren bürokratischen Denken sehr ähnlich ist, während sich bei den Bundesräten der mittelalterliche Nepotismus zeigt. Allerdings bildeten diese übergreifenden personellen Vernetzungen zusammen mit einer hohen personellen Kontinuität des Führungspersonals wichtige Voraussetzungen für die gute Funktionsfähigkeit des Bundes.
Um die Probleme genossenschaftlicher Organisationsformen auszugleichen, wurde das Majoritätsprinzip im Gegensatz zum Reich streng praktiziert und Bundesräte mit einem freien Mandat ausgestattet. Sonst übliche Demonstrationen des Ranges ihrer entsendenden Obrigkeiten sowie Sessionsstreitigkeiten blieben daher diesem Bunde fern. Dadurch war es den Mindermächtigen ermöglicht, die Fürsten zu überstimmen.

### Mitglieder
Neben Territorialfürsten wie zunächst dem Herzog von Tirol und dem Grafen und späteren Herzog von Württemberg waren der Hohe Adel wie Werdenberg, Montfort, Gundelfingen, Helfenstein, Waldburg und Fürstenberg sowie Ritter und Edelknechte des Niederen Adels vertreten; ebenso Prälaten der Geistlichen Territorien. Auch die 20 schwäbischen Reichsstädte konnten eingebunden werden. Hauptort wurde Ulm.

### Mitgliederversammlungen
Die Kommunikation im spätmittelalterlichen Reich fand im Wesentlichen auf Tagungen und Versammlungen statt. Die Ausdehnung des Schwäbischen Bundes verhinderte jedoch dauernde Tagungen. Ständische Erwägungen setzten dem weitere Grenzen, da das genossenschaftliche Prinzip eine Gleichrangigkeit der Mitglieder voraussetzt. Dem widersprachen natürlich die ständischen Tatsachen, weshalb es Vollversammlungen (traditionell „Mahnung“ genannt) nur in der Form von ständisch getrennten Tagungen der Städte und des Adels gab. Diese Vollversammlungen hatten drei wichtige Funktionen: die Wahlen der Hauptleute und ihrer Räte als delegierte Entscheidungsträger, die Rechnungslegung, welche meist mit der Wahl verbunden wurde, und gemeinsame Stellungnahmen des Standes zu wichtigen politischen Fragen.
Exemplarisch wird nun auf die Adelsbank eingegangen: Bei der Adelsbank beschränkten sich ab 1488 diese Mahnungen auf die jeweiligen Viertel des St. Georgenschildes, in welchen ein Viertelhauptmann und die zugeordneten Räte gewählt wurden. Ganze Mahnungen sollten von den Hauptleuten außerhalb des jährlichen Wahltags nur noch bei wichtigen Sachverhalten, welche ohne eine Mahnung nicht zu behandeln gewesen waren, einberufen werden. Auf Bundesebene ließen sich die Adeligen ausschließlich über ihre Bundeshauptleute und die ihnen zugeordneten Räte als Delegation vertreten. Nach dem Ende der Georgenschild-Gesellschaft wurden Bundeshauptleute und Räte wieder direkt (anstatt über den Umweg der Viertel des Georgenschildes) gewählt.
Zusammenfassend ist also zu sagen, dass sich die Mahnungen beim Schwäbischen Bund innerhalb der Städte- wie der Adels- und Prälatenbank in der Regel auf die Wahl von Delegierten beschränkte.

### Der Bundesrat
Die beiden Hauptleute und die 18 Räte, jährlich je zur Hälfte vom Adel und den Städten gewählt, standen an der Spitze des Bundes und bildeten zusammen den nicht ständig tagenden „Bundesrat“. Da sie sich eidlich daran banden, sowohl Städten als auch dem Adel nach bestem Können und Wissen zu helfen und zu raten, mussten sie oft, wenn eine Frage anstand, die sie, ihre Stadt bzw. ihr Viertel betraf, nach der Übergabe ihrer Stimme an einen anderen Bundesrat die betreffende Sitzung verlassen. Wenn einer der Räte unfähig wurde, das Amt zu bekleiden oder starb, sollte binnen Monatsfrist ein Nachfolger von der entsprechenden Bank berufen werden, wobei jeder gewählt werden konnte, es sei denn, er lehnte von vornherein das damit verbundene Richteramt ab. Der Bundesrat sollte die Interessen des Bundes wahren und alle dafür nötigen Maßnahmen ergreifen. Neben der Richterfunktion war es an ihm zu entscheiden, inwieweit die Forderungen fremder Gerichte und Personen rechtmäßig waren. Des Weiteren entschied der Bundesrat über die Aufnahme neuer Mitglieder. Der Bundesrat durfte bei der Leitung der Bundesgeschäfte aber nicht unbeschränkt agieren, sondern war an etwaige zuvor gefällte Beschlüsse der Versammlungen der einzelnen Stände gebunden.
Mit der Neuerung der Verfassung des Schwäbischen Bundes von 1500 veränderte sich der Bundesrat deutlich. Statt wie bisher aus 2 Hauptleuten (von Adel und Städten) mit den dazugehörigen 18 Räten zu bestehen, bestand er nun aus 3 Hauptleuten mit 21 Räten, die in gleichen Maßen von Adel, Städten und Fürsten gestellt wurden. Den sieben Fürsten (Österreich, Mainz, der Bischof von Augsburg, Bayern, Brandenburg-Ansbach, Württemberg und Baden) war je ein Rat zugeordnet, sie durften aber auch mehr schicken, was die Anzahl ihrer Stimmen jedoch nicht erhöhte. Für den Fall, dass ein weiterer mächtiger Fürst dem Bunde beitreten sollte, wurde die Vorkehrung getroffen, dass dieser dann auch einen Rat erhielte, die Rätezahl der Städte und des Adels jedoch gleichermaßen erhöht würde, um die Machtgleichheit von Adel, Städten und Fürsten zu wahren.

### Die Bundeshauptleute

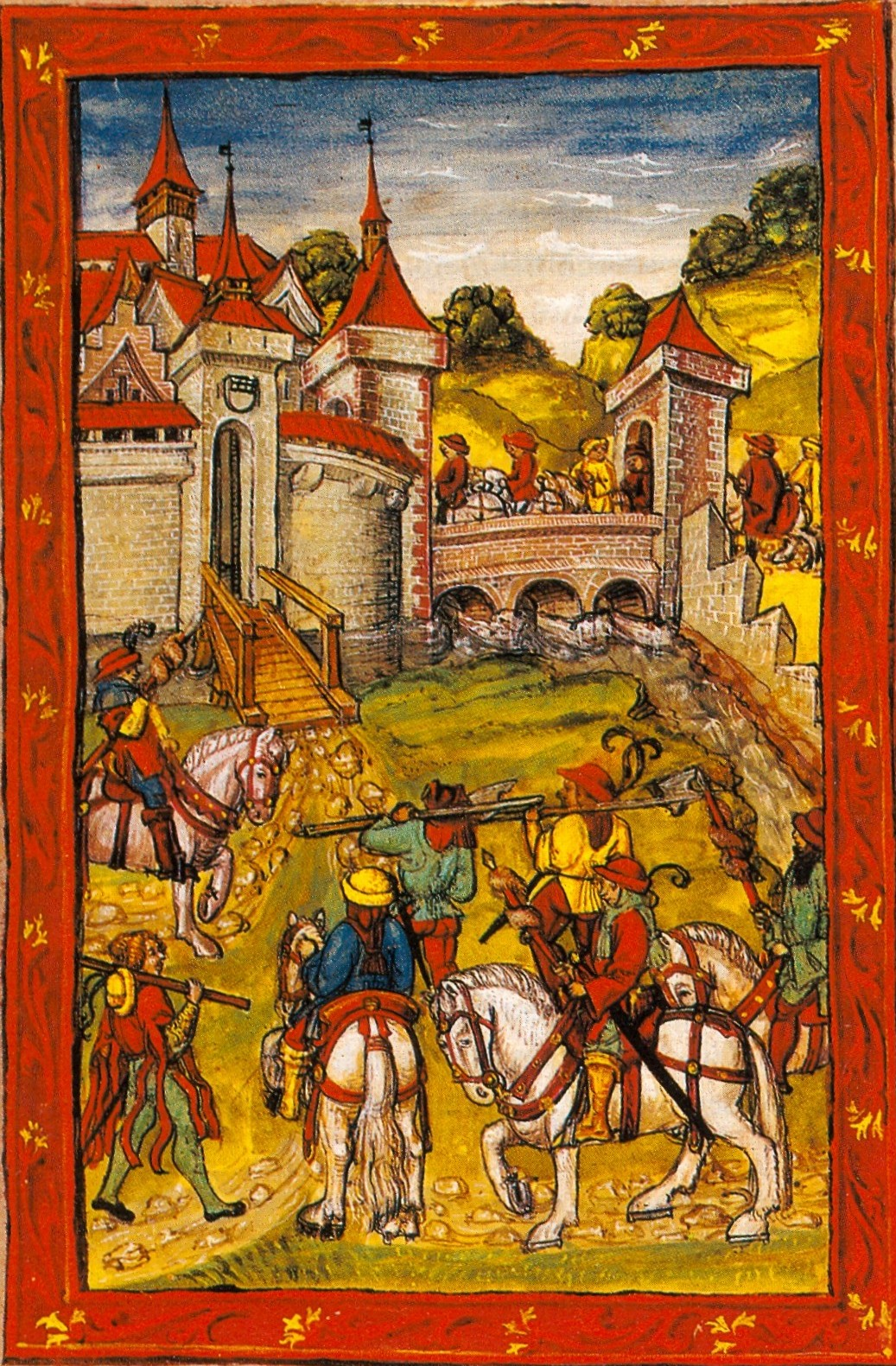
Schwäbische Adlige reiten zur Bundesversammlung und gründen den „Jüppenbund“. Die Fuchsschwänze an den Spießen symbolisieren Unehrenhaftigkeit und Heuchelei. Propagandistische Darstellung aus eidgenössischer Sicht (von Diebold Schilling dem Jüngeren, 1513).

Die Bundeshauptleute waren weniger die politischen Führer, sie sorgten vielmehr für das Funktionieren des Schwäbischen Bundes. Sie beriefen nicht nur den Bundesrat ein, ihnen kam darin auch eine Schlüsselrolle zu, denn sie sollten bei Stimmengleichheit die Entscheidung fällen. Da bis 1500 nur zwei Bundeshauptleute existierten, sollte im Falle von deren Uneinigkeit das Los entscheiden, was jedoch nie notwendig war und nach 1500 obsolet wurde, da danach auch die Fürsten mit einem Bundeshauptmann vertreten waren.
Für das Funktionieren des Schwäbischen Bundes sorgten die Bundeshauptleute auch und vor allem zwischen den Tagungen des Bundesrates durch eine geregelte Geschäftsführung. Klagen von Mitgliedern ihres Standes wurden zunächst an sie gerichtet, damit sie dann die Mechanismen des Bundes zur Regelung interner Streitigkeiten in Gang setzen konnten, was sich auch nach 1496, als ein eigenes Bundesgericht eingeführt wurde, nicht änderte. Nach außen traten die Bundeshauptleute als Repräsentanten des Bundes auf, indem sie sowohl die Adressaten von Schreiben an den Bund als auch die Siegler von Bundesmandaten waren; gleichzeitig oblag ihnen die Regelung der bundesinternen Kommunikation, indem alle bundesinterne Korrespondenz von ihnen abgewickelt wurde.
Als Bundeshauptleute wurden gewählt
- des Adels
  - 1488–1492 Haug von Werdenberg,
  - 1492–1494 Ulrich V. von Montfort-Tettnang,
  - 1494–1497 Haug von Werdenberg,
  - 1497–1499 Wolfgang von Oettingen,
  - 1500/1501 Ulrich von Frundsberg,
  - 1501–1504 Georg von Freyberg,
  - 1504 Joachim von Oettingen,
  - 1505–1517 Adam von Frundsberg,
  - 1518–1530 Walter von Hürnheim,
  - 1531–1534 Leonhard Marschall von Pappenheim;
- der Städte:
  - 1488–1499 Wilhelm Besserer,
  - 1499–1505 Johann IX. Langenmantel vom Sparren,
  - 1505–1513 Matthäus Neithart,
  - 1513–1527 Ulrich Artzt,
  - 1527–1534 Ulrich Neithart;
- der Fürsten (seit 1500):
  - 1500–1502 Georg von Ehingen,
  - 1502–1504 Hans Caspar von Bubenhofen,
  - 1505–1531 Wilhelm Güss von Güssenberg,
  - 1531–1534 Wilhelm von Knöringen.

### Das Bundesgericht
Mit der Änderung der Bundesverfassung von 1500 wurde auch ein Bundesgericht eingerichtet. An der Stelle des einen Richters, der bislang aus den Räten gestellt wurde, traten nun drei Richter, von denen jeweils einer von den Fürsten, dem Adel und den Städten gewählt wurde. Nach dem Grundsatz „actor forum rei sequitur“ war jeweils der Richter des eigenen Standes für den Beklagten zuständig, die anderen beiden wurden meist als Beisitzer genommen, wogegen der Beklagte im Gegensatz zum Kläger zu Beginn des Verfahrens Einspruch erheben konnte. Die Richter waren stets Männer, die auch im römischen Recht bewandert waren, womit das Bundesgericht die Forderung erfüllte, welche beim Reichskammergericht erst 1521 erfüllt wurde. Dass die Rechtsgelehrten im Bundesgericht hoch eingeschätzt wurden, sieht man daran, dass 4 statt 2 Beisitzer gewählt werden mussten, wenn die anderen beiden Richter nicht als Beisitzer genommen wurden. Durch den reihum von den drei Bänken jährlich neu festgelegten Gerichtsort (der bis auf die Verlegung 1512 von Tübingen nach Augsburg jedoch immer gleich blieb), bei dem die Richter dauerhafte Anwesenheitspflicht hatten (bei Verlassen eines Richters mussten seine Kollegen von ihm laufend über seinen aktuellen Aufenthaltsort in Kenntnis gesetzt werden), wurde das Bundesgericht somit ortsbeständig. Erklärte sich ein Richter für befangen oder konnte er aus triftigen Gründen seines Amtes nicht walten, war es Aufgabe seines Standes, einen Stellvertreter zu benennen.
Als Bundesrichter wurden gewählt:
- als Einzelrichter:
  - 1496–1499 Burkhard von Ehingen;
- des Adels:
  - 1500–1506 Konrad Vessler,
  - 1506–1513 Heinrich Winkelhofer,
  - 1513 Sylvester Schleicher,
  - 1514–1517 Hieronymus Lochner,
  - 1518–1534 Jakob Heinrichmann;
- der Städte:
  - 1500–1501 Bernhard Schöferlin,
  - 1501–1502 Ulrich Krafft,
  - 1503–1508 Johannes Streler,
  - 1508–1513 Konrad Krafft,
  - 1513–1534 Wolfgang Rem;
- der Fürsten:
  - 1500–1501 Johannes Nauclerus,
  - 1502–1513 Johannes Reuchlin,
  - 1513–1515 Hieronymus von Croaria,
  - 1515–1526 Sebastian Ilsung,
  - 1527–1534 Kaspar von Kaltental.

## Die Entwicklung des Schwäbischen Bundes

### Die Motive zur Gründung des Schwäbischen Bundes
Auf dem Nürnberger Reichstag erteilte Kaiser Friedrich III. am 26. Juni 1487 an die reichsunmittelbaren, mindermächtigen Stände ein Mandat, sich einen Monat später in Esslingen zu Beratungen über die Wahrung eines Landfriedens und der Sicherung ihrer Rechte einzufinden. Dort einigten sich die anwesenden Vertreter von Adel und Städten mit dem Vertreter des Kaisers, Haug von Werdenberg, in Verhandlungen einzutreten. Am 4. Oktober 1487 erteilte der Kaiser den ihm „on mittel“, also ohne Zwischenautorität, unterworfenen Ständen des Landes Schwaben, das eigentliche Gründungsmandat sich zusammenzuschließen. Im März 1488 wurde dann ein auf acht Jahre befristeter Bund beschlossen.
Im Sommer 1487 hatten die Bemühungen der bayerischen Wittelsbacher, die österreichischen Vorlande von Erzherzog Sigmund von Tirol käuflich zu erwerben, ihren – für Habsburg gefährlichen – Höhepunkt erreicht. Darüber hinaus hatte sich Albrecht IV. von Bayern-München sowohl die Herrschaft Abensberg als auch die Reichsstadt Regensburg einverleibt und mit der Unterstützung Erzherzog Sigmunds Kunigunde von Österreich, die Tochter von Kaiser Friedrich III., unter zweifelhaften Umständen geheiratet. (Mit Zustimmung des Kaisers? Ohne Zustimmung des Kaisers? Nach zurückgezogener Zustimmung des Kaisers?). Dies alles hatte sowohl zur Ächtung der bayerischen Herzöge als auch zur Ächtung und zum Austausch der sogenannten „Bösen Räte“ Herzog Sigmunds geführt. Bei diesen handelte es sich zum größten Teil um Adelige aus Oberschwaben und vom Hochrhein. (Siehe hierzu auch den Artikel Werdenbergfehde).

### Die Einungsperioden als Spiegel der unterschiedlichen Interessensgewichtung der Stände
Der Schwäbische Bund hatte fünf Einungsperioden, in denen es erhebliche Mitgliederschwankungen, besonders in der Adelsbank gab. Von 586 Mitgliedern in der Adels- und Prälatenbank während der ersten Einungsperiode nahm die Zahl zur zweiten schon um 75 % ab und erreichte in der vierten Einungsperiode mit 65 Mitgliedern ihren Tiefststand, bevor sie sich in der fünften Einungsperiode wieder auf 91 Mitglieder vergrößerte (siehe dazu Horst Carl, S. 62 ff.).

#### Die erste Einungsperiode
In der ersten Einungsperiode 1488–1496 bildeten die in der Gesellschaft St. Georgenschild organisierten Adeligen und Prälaten mit 586 Mitgliedern zusammen mit 26 Reichsstädten den eigentlichen Bund (Ulm, Esslingen, Reutlingen, Überlingen, Lindau, Schwäbisch Hall, Nördlingen, Memmingen, Ravensburg, Schwäbisch Gmünd, Biberach an der Riß, Dinkelsbühl, Pfullendorf, Kempten, Kaufbeuren, Isny, Leutkirch, Giengen, Wangen, Aalen, vgl. Carl, S. 62, denen bald sechs weitere Reichsstädte folgten: Weil der Stadt und Bopfingen im April, Augsburg, Heilbronn, Bad Wimpfen und Donauwörth im November, vgl. Carl, S. 62.). Die Fürsten wurden jeweils durch bilaterale Verschreibungen verbunden, die Hilfsverpflichtungen und die Modalitäten der Streitschlichtung festlegten. Die Fürsten waren zu diesem Zeitpunkt nicht Mitglieder des Bundes, sondern mit dem Bund verbunden: ein wichtiger Unterschied in Bezug auf die Ebenbürtigkeit.
Neben den Gründungsmitgliedern Sigmund von Tirol und Eberhard dem Älteren von Württemberg verschrieben sich bis 1489 noch die Markgrafen Friedrich und Sigmund von Brandenburg-Ansbach und Kulmbach, der Kurmainzer Erzbischof Berthold von Henneberg, Bischof Friedrich von Augsburg sowie Markgraf Christoph von Baden und sein Bruder, Erzbischof Johann von Trier dem Bund. Nachdem Maximilian das Regiment in Tirol übernommen hatte, trat er dem Bund 1490 als Erzherzog von Tirol bei. Der Konflikt mit den Bayerischen Herzögen Albrecht und Georg wurde 1492 per königlichen Schiedsspruch beigelegt. Ein militärischer Konflikt mit den pfälzischen Wittelsbachern konnte 1494 zunächst durch königliches Einschreiten verhindert werden.

#### Die zweite Einungsperiode
Der Wittelsbacher Konflikt wird nicht als Bedrohung angesehen, im Konflikt zwischen Werdenberg und Zimmern (Werdenbergfehde) kommt es zu eindeutigen Lagerbildungen, die Pro-Zimmern Gruppe scheidet aus dem Bund aus. Eberhard II., der 1496 die Regierung in Württemberg übernommen hatte, wird 1498 mit königlicher Unterstützung von der württembergischen Ehrbarkeit gestürzt und muss das Land verlassen. Er flieht in die wittelsbachische Pfalz. Das Land wird bis 1503, der vorgezogenen Volljährigkeit Herzog Ulrichs von einem Ständerat und nicht etwa von einem verwandten Vormund aus dem Haus Württemberg regiert, in der deutschen Verfassungsgeschichte bis dahin nicht da gewesen.
In der ersten Verlängerung, der 2. Einungsperiode 1496–1499, sieht man also vor allem unter den Fürsten eine Bereitschaft zur Fortsetzung der Einung, da sie ausnahmslos nur Bundesverwandte blieben. Auf städtischer Seite blieben neun Städte der Verlängerung fern (Augsburg, Heilbronn, Wimpfen, Donauwörth, Reutlingen, Dinkelsbühl, Schwäbisch Hall und Kaufbeuren siegelten nicht neu, Lindau blieb wegen eines Schirmvertrages mit Habsburg fern), nur 17 siegelten neu und kurz vor Beginn des Schweizerkrieges traten noch Konstanz und das kleine Buchhorn dem Bund bei. In den einzelnen Vierteln des St. Georgenschild nahm die Teilnehmerzahl jedoch um bis zu 75 % ab: Im Hegau-Viertel 52 %, an der Donau 54 %, am Neckar 69 % und am Kocher 75 %. Global gesehen betrug die Abnahme bei den Prälaten 30 %, bei den Grafen 26 %, bei den Freiherrn 66 % und bei den Rittern 64 %.
Den negativen Höhepunkt dieser schwierigen Einigungsperiode bildet 1499 der verlorene Schweizerkrieg (auch Schwabenkrieg).

#### Die Dritte Einungsperiode
Die 3. Einungsperiode 1500–1512 brachte deutliche Änderungen in der Mitglieder- und Organisationsstruktur des Bundes. Nach der Niederlage gegen die Schweizer war der Georgenschild zusammengebrochen, wodurch dessen Organisationsgerüst innerhalb des Bundes für den Adel entfiel. Sowohl die Städtebank, als auch die Fürstenbank wuchs über das eigentliche Schwaben hinaus. Nach der Einigung mit Albrecht von Bayern-München, gegen den sich der Bund ja ursprünglich gerichtet hatte, war eine neue Organisationsstruktur notwendig. So war Albrecht sehr darauf bedacht, dass sich sein landsässiger Adel nicht im neuen Bund organisierte. Die Fürsten waren nunmehr nicht mehr nur Bundesverwandte, sondern wurden voll aufgenommen (vgl. Carl, S. 18.). Die Fürstenbank hatte 7 Mitglieder: Maximilian, als österreichischer Erzherzog für Tirol und die Vorlande, der Mainzer Kurfürst Berthold von Henneberg, Ulrich von Württemberg, Albrecht von Bayern-München, Markgraf Friedrich von Brandenburg-Ansbach, Bischof Friedrich von Augsburg und Markgraf Christoph von Baden (vgl. Carl, S. 64.). Die Adels- und Prälatenbank schrumpfte auf nur noch 10 Grafen und Herren, 60 Niederadelige und 27 Vertreter des Prälatenstandes. Zu den 26 schwäbischen Reichsstädten kamen noch drei weitere hinzu: Buchhorn rückte an die Stelle Lindaus, Nürnberg und sein fränkischer Satellit Windsheim. Straßburg und das elsässische Weissenburg kamen ebenfalls hinzu, blieben aber auf die restliche Dauer des Bundes Episode (vgl. Carl, S. 64.).
1504/05 kämpfte der Schwäbische Bund für sein neues Mitglied Albrecht IV. von Bayern-München (Herzogtum Oberbayern) im Landshuter Erbfolgekrieg gegen die pfälzische Linie um das niederbayerische Erbe Herzog Georgs. Dabei konnte sich auch der junge Herzog Ulrich von Württemberg auszeichnen, der nach seiner vorzeitigen Mündigkeitserklärung im Jahr zuvor die Regierung in Württemberg übernommen hatte. Er gewann in diesem Krieg einige Gebiete zurück, die unter seinem Namensvetter Graf Ulrich dem Vielgeliebten an die Pfalz verloren gegangen waren.

#### Die Vierte Einungsperiode
In der 4. Einungsperiode 1512/13–1523 erreicht die Adels- und Prälatenbank mit nur noch 65 Mitgliedern ihren Tiefststand, nur noch 6 Grafen und Herren, 35 Ritter und 24 Prälaten verblieben im Bund (vgl. Carl, S. 65.). Die Fürstenbank vergrößerte sich trotz des Verlustes von Baden und Württemberg leicht (Württemberg und Baden schieden aus, dafür kamen die Bischöfe von Eichstätt und Bamberg und 1519 Landgraf Philipp von Hessen dazu) (vgl. Carl, S. 65.) und die schwäbischen Reichsstädte bilden die Konstante im Bund. Während die zwei elsässischen Städte Straßburg und Weissenburg wieder ausschieden, kam das fränkische Weißenburg dazu (vgl. Carl, S. 65.).
1512 nahmen bündische Truppen die Burg Hohenkrähen im Hegau ein, um gegen den landfriedensbrüchigen Niederadel vorzugehen. Ein ebensolches Vorgehen gegen den fränkischen Niederadel, hier vor allem gegen Götz von Berlichingen, wurde durch Schiedssprüche sowohl Kaiser Maximilians als auch Ulrichs von Württemberg verhindert.

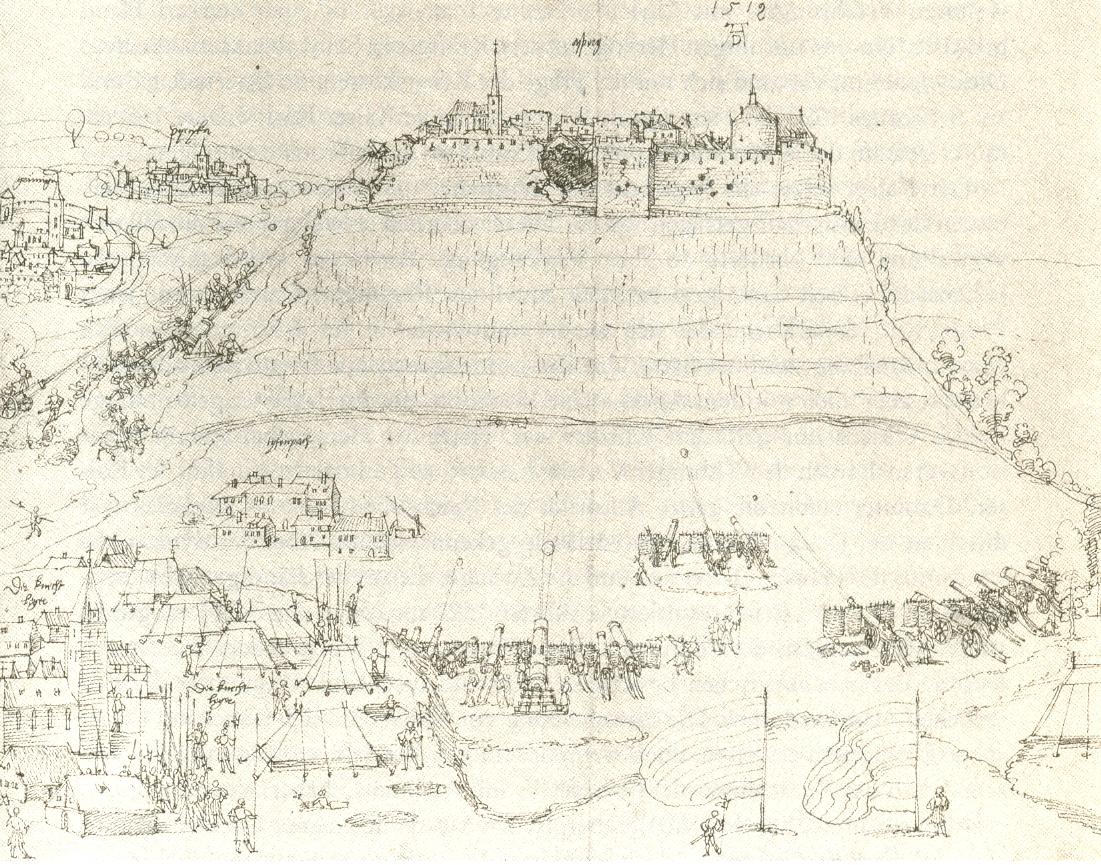
Hohenasperg: Belagerung 1519 durch Georg von Frundsberg im Krieg des Schwäbischen Bundes gegen Herzog Ulrich. Im Vordergrund Kirche und Dorf Tamm. Im Hintergrund Markgröningen und Bietigheim. Federzeichnung von Albrecht Dürer

Besonders geprägt war diese Periode vom Konflikt mit Herzog Ulrich von Württemberg. Sicherlich war dessen unbeherrschtes und jähzorniges Verhalten für die Eskalation der Ereignisse verantwortlich, andererseits brach hier der seit dem 14. Jahrhundert schwelende Konkurrenzkampf zwischen Habsburg und Württemberg offen zu Tage. Die Expansionsinteressen beider Häuser überschnitten sich im Hegau: Habsburg, das bemüht war eine Verbindung in Ost-West-Richtung zwischen seinen Besitzungen in Oberschwaben und im Elsass herzustellen, während Württemberg in südwestlicher Richtung eine Verbindung zu seinen Besitzungen an der burgundischen Pforte (Mömpelgard) und dem Elsass (Horburg und Reichenweiher) herstellen wollte. Bisher hatte der Bund dazu gedient, diesen Konflikt diplomatisch zu beherrschen. (Erhebung Württembergs zum Herzogtum 1495, großer Einfluss Habsburgs auf die regierende Ehrbarkeit nach der Vertreibung Eberhard II. und die habsburgischen Heiratspolitik für Württemberg, die zur unglücklichen Ehe Ulrichs mit Kaiser Maximilians Nichte Sabina von Bayern führte). Nun aber bestritt Ulrich einen eigenständigen Weg. Anstatt der neuen Vereinigung 1512 wieder beizutreten, gründete er den „Kontrabund“ – der Name allein schon eine Kampfansage – mit Baden, der Pfalz, Würzburg und den sächsischen Herzögen. Er versuchte sich auch als geeigneterer Partner des Niederadels darzustellen, was ihm auf repräsentativer Ebene, z. B. als Gastgeber bei seiner, auch für damalige Verhältnisse sehr aufwändigen, Hochzeit auch gelang. Doch spätestens mit dem Mord an Hans von Hutten, seinem brutalen Vorgehen gegen die Führer der Ehrbarkeit, den Gebrüdern Breuning und dem Cannstatter Vogt Vaut und der Sippenhaft für die Familie Dieters von Speth, der Sabine von Bayern bei deren Flucht aus dem Herzogtum unterstützt hatte, verspielte er dieses Pfand wieder. Zwar konnte Ulrich sich durch dieses Niederringen der Opposition im Lande zweimal gegen die kaiserliche Acht zur Wehr setzen, aber als er die Zeit nach Maximilians Tod nutzen wollte, sich die Freie Reichsstadt Reutlingen mit Waffengewalt einzuverleiben, schritt der Bund im März/April 1519 mit einer großen Streitmacht militärisch ein und vertrieb Ulrich von Württemberg. Ein erster Versuch Ulrichs sein Land zurückzuerobern, scheiterte im September/Oktober desselben Jahres. Um die Kriegskosten zu finanzieren, trat der Bund Württemberg an Kaiser Karl V. ab, der es der habsburgischen Hausmacht zuschlug und seinem Bruder Erzherzog Ferdinand übergab.

#### Die Fünfte Einungsperiode
In der 5. Einungsperiode 1523–1534 blieben die Städte allesamt dem Bunde treu, der Adelsbank traten während des Zugs gegen die fränkischen Ritter wieder Mitglieder bei, so dass ihre Zahl gegenüber der vierten Einungsperiode angestiegen war und vier neue Mitglieder der Fürstenbank beitraten: Kurpfalz, Pfalz-Neuburg, der Bischof von Würzburg und Ende 1525 der Erzbischof von Salzburg (vgl. Carl, S. 65).

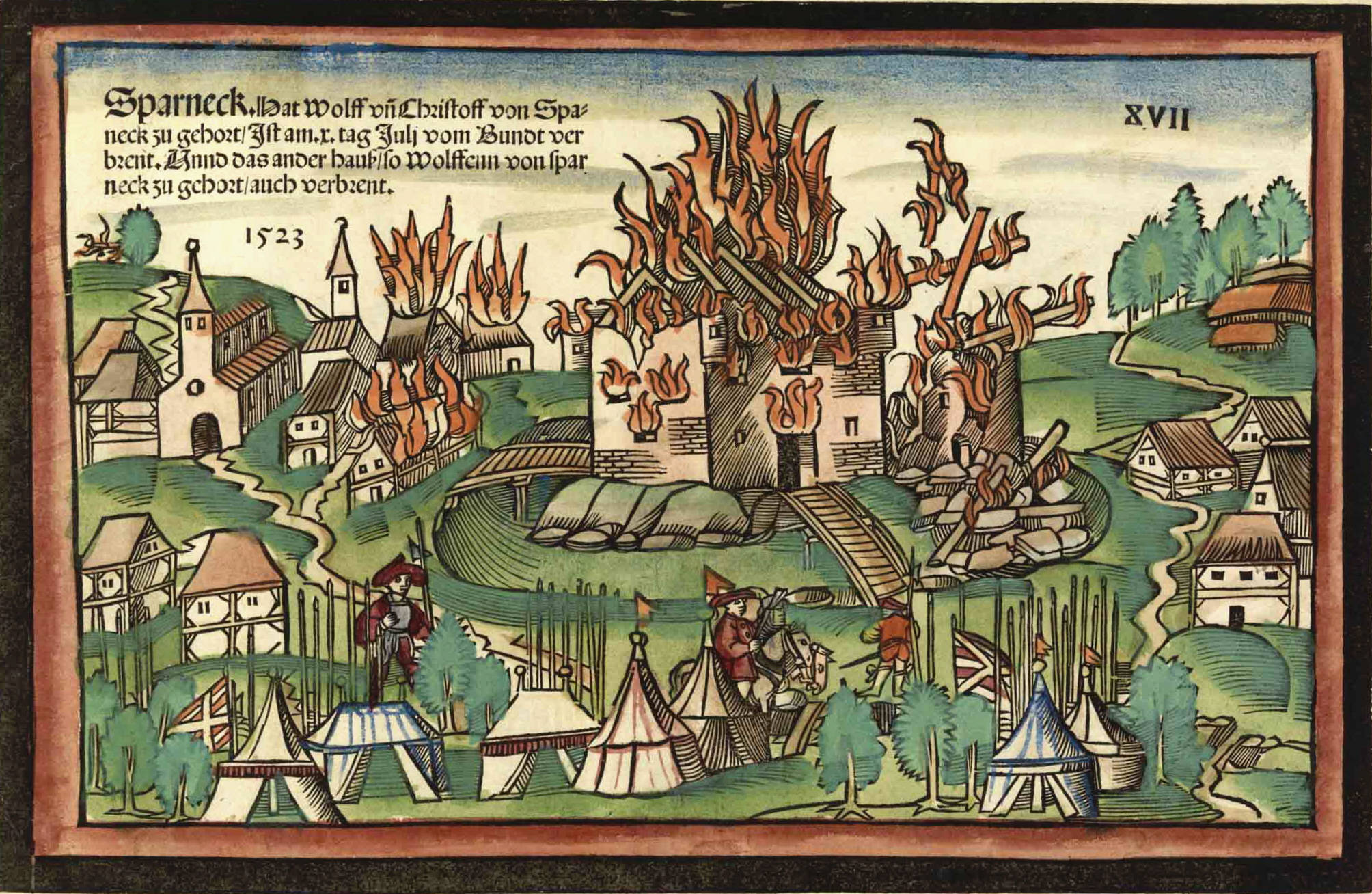
Kolorierter Holzschnitt von Hans Wandereisen, teils einzige zeitgenössische Darstellung zerstörter Burganlagen

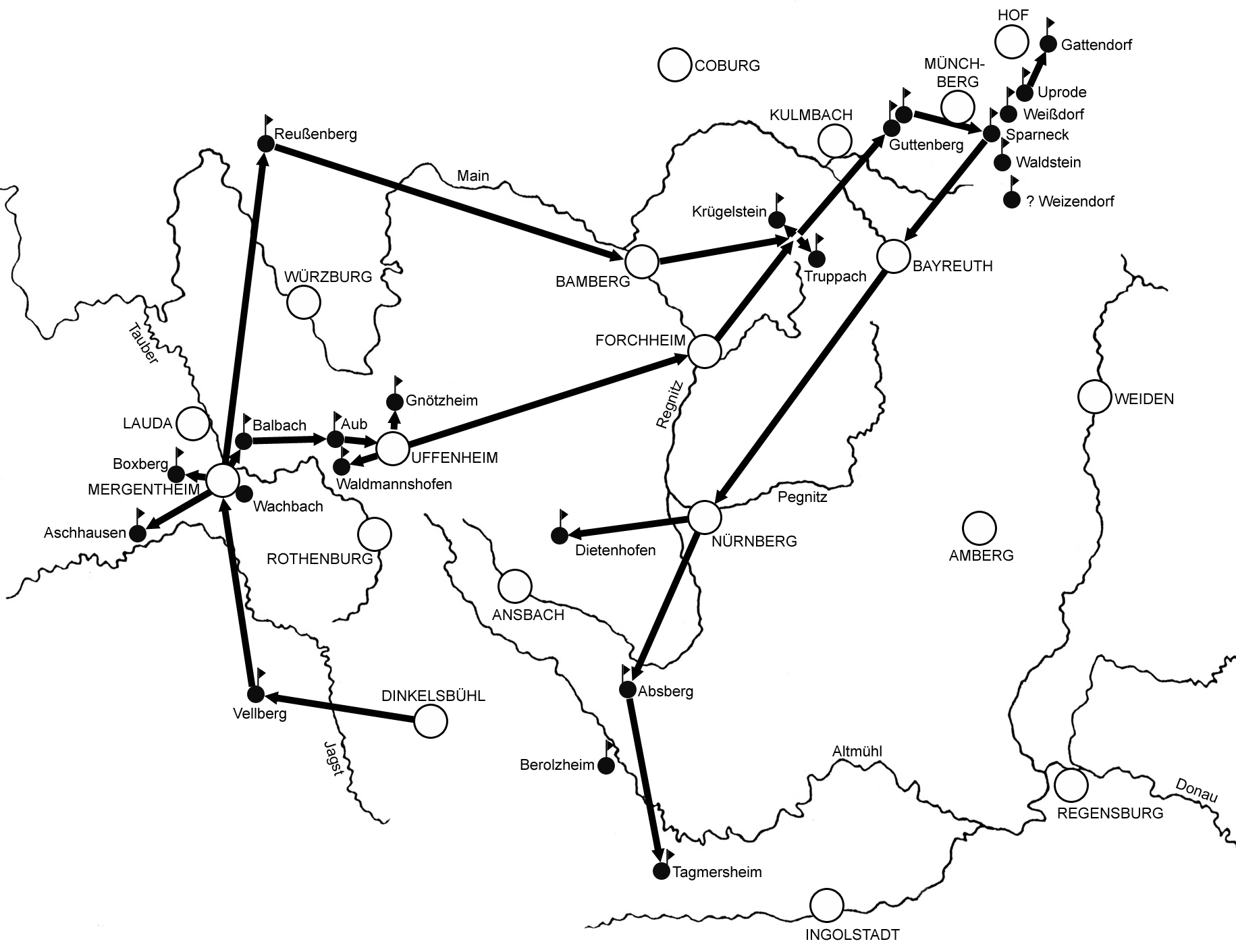
Marschroute des Schwäbischen Bundes bei der Strafexpedition von 1523

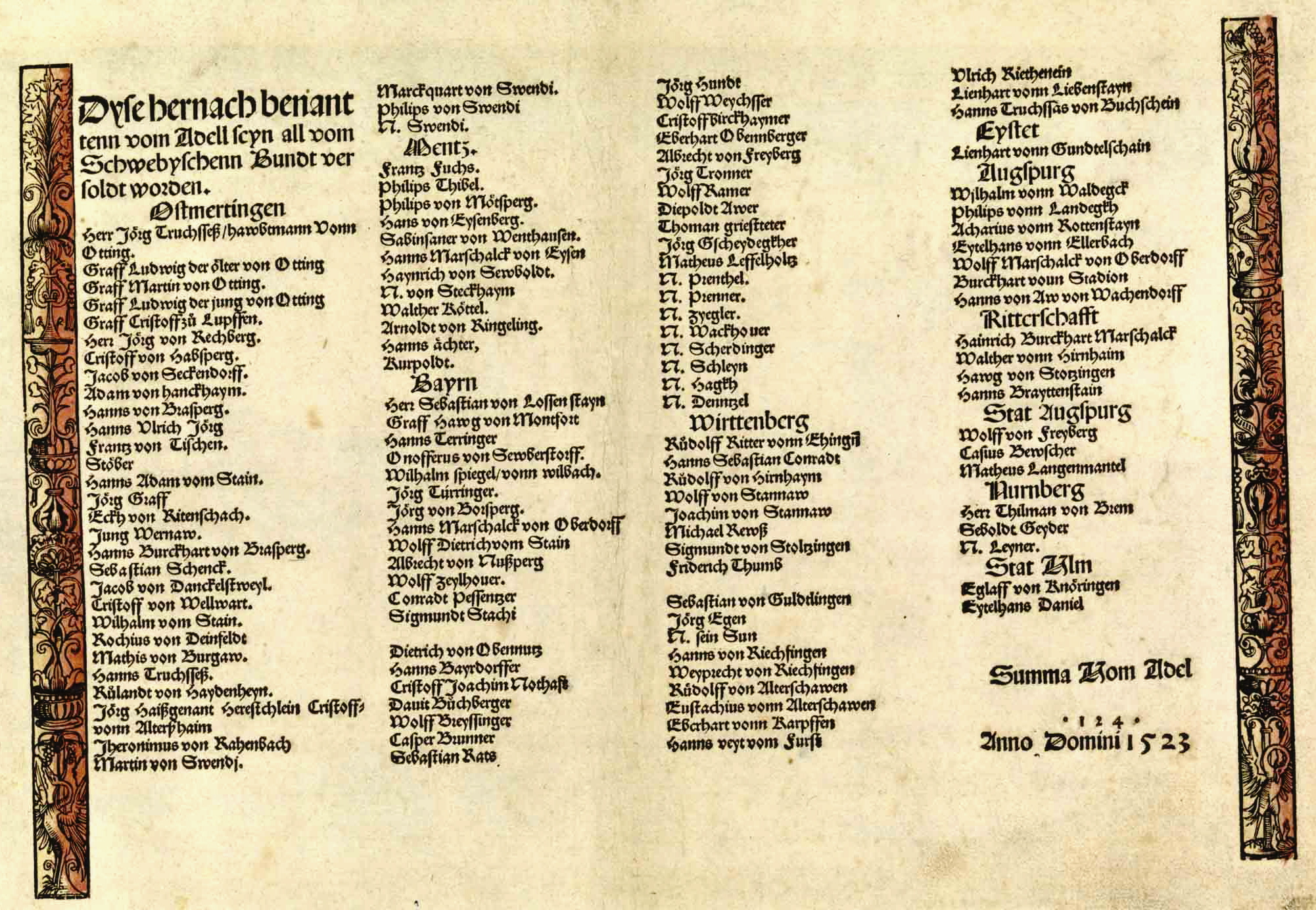
Personenliste der besoldeten Adeligen von 1523 aus einem Bamberger Burgenbuch

1523 zog man im sogenannten Fränkischen Krieg gegen die fränkischen Ritter um Hans Thomas von Absberg. Diese Expedition führte zur Zerstörung mehrerer kleiner Rittersitze im mitteldeutschen Raum, die mit dem Raubritter Thomas von Absberg sympathisierten. Entführten Nürnberger Kaufleuten, die in kurzer Folge in immer neuen Verliesen auf den Burgen untergebracht waren, gelang die Flucht und somit waren auch die Helfer des Thomas aufgeflogen. Betroffen waren unter anderem die Stammsitze der Herren von Sparneck, die sich von der Zerstörung ihrer Burgen und dem Verlust ihres Stammlandes nie wieder erholten und in die Oberpfalz abgedrängt wurden.
Nach den Holzschnitten des Kriegsberichterstatters Hans Wandereisen wurden 23 Burgen samt der Stadt Aub angegriffen und mehrheitlich zerstört: Burg Vellberg, Burg Boxberg, Untere Burg Unterbalbach, Burg Aschhausen, Burg Wachbach, Burg Reußenberg, Stadt Aub, Burg Waldmannshofen, Burg Gnötzheim, Burg Truppach, Burg Krögelstein, Alt- und Neu-Guttenberg, Burg Gattendorf, Burg Sparneck, die Waldsteinburg am Großen Waldstein, die Wasserburg Weißdorf, Burg Uprode, die bislang unbekannt gebliebene Burg Weytzendorf und die Burgen in Tagmersheim, Dietenhofen, Absberg und Berolzheim. Auf der Burg Streitberg bei Streitberg konnte der Konflikt friedlich abgewendet werden.
1525 wurde der Bauernkrieg durch Truppen des schwäbischen Bundes entschieden und 1526 schritt der Bund noch im Salzburger Bauernaufstand ein. Auf die militärischen Aktionen des Schwäbischen Bundes im Bauernkrieg wird im Folgenden näher eingegangen.

### Der Schwäbische Bund im Deutschen Bauernkrieg

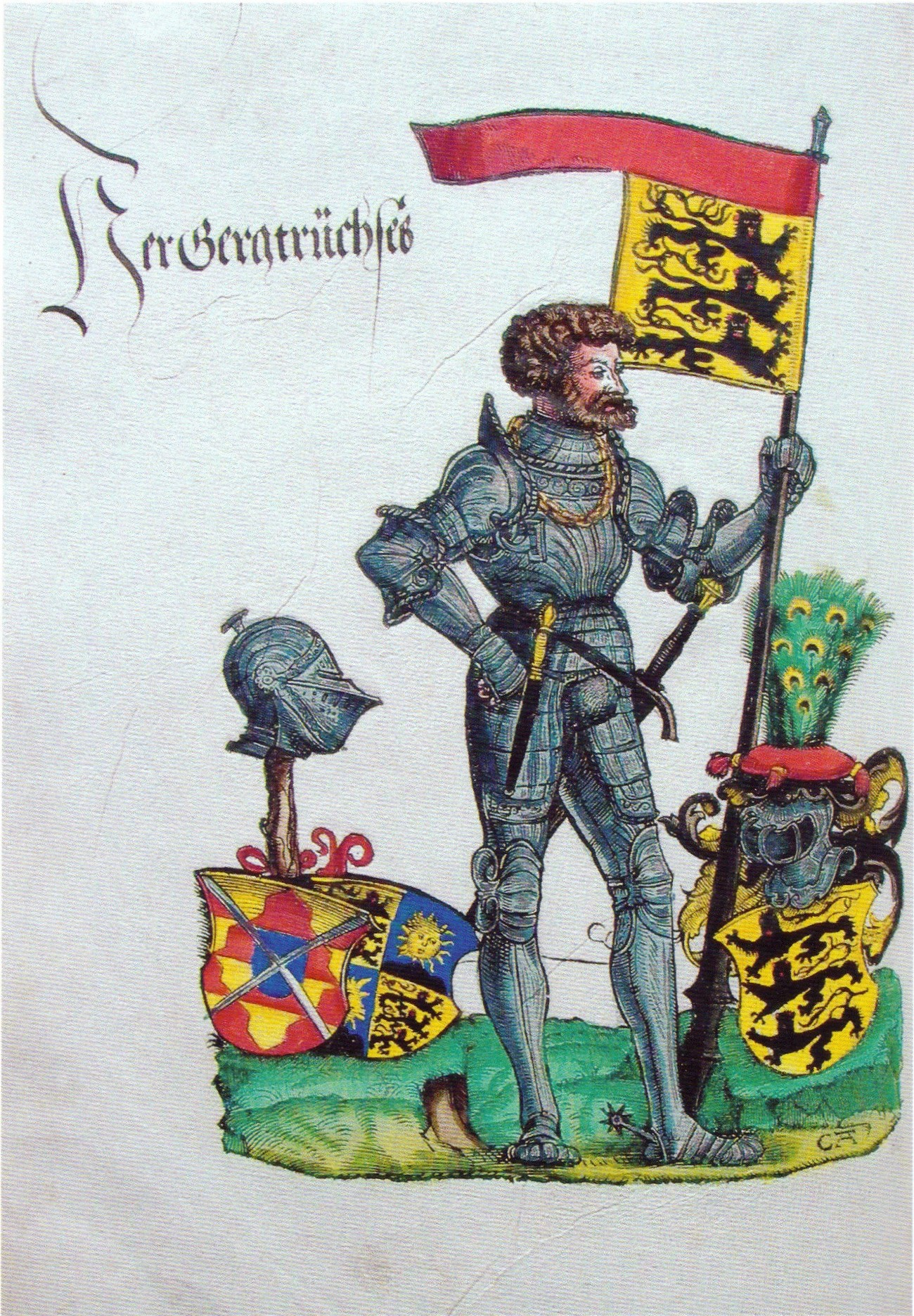
Georg Truchsess von Waldburg-Zeil auf einem kolorierten Holzschnitt von Hans Burgkmair d. Ä.

Im Rahmen des Deutschen Bauernkrieges kam es zwischen den Truppen des Schwäbischen Bundes und der Bevölkerung des Landes zu einer Phase mit blutigen Auseinandersetzungen. Entgegen der Bezeichnung wurden die Aufstände nicht immer allein vom Stand der Bauern getragen, auch die Bewohner freier Städte und einzelne Angehörige des Adels hatten oft viel Sympathie mit den Aufständischen und unterstützten sie. Das Heer des Bundes unter dem Truchsess von Waldburg-Zeil zeigte jedoch sowohl große Bundestreue wie auch ein oftmals gnadenloses Vorgehen.
Nach den ersten Erhebungen von Bauern 1524 in der Landgrafschaft Stühlingen und Waldshut, wo Hans Müller von Bulgenbach Anführer war, wollte der Schwäbische Bund noch nicht so recht eingreifen, da seine Zuständigkeit für die vorländischen Schirmgebiete Habsburgs im Schwarzwald fragwürdig war. Nachdem die Vorbereitungen für ein Eingreifen schleppend begonnen hatten, unternahm der Bund einen Vermittlungsversuch mit Waldshut Anfang Januar 1525. Am 7. März verkündeten Vertreter der Bauern in Memmingen die Gründung eines übergreifenden Bundes namens Christliche Vereinigung, eine oberschwäbische Eidgenossenschaft. Die im Folgenden proklamierten Zwölf Artikel gehörten zu ihren zentralen Forderungen gegenüber dem Schwäbischen Bund. Die Forderungen berührten die Leibherrschaft, die Grundherrschaft, Nutzungsrechte am Wald und der Allmende sowie kirchliche Forderungen. Die Bauern wollten Reformen auf breiter Front.
Als jedoch Herzog Ulrich Ende Februar in Württemberg einfiel, lief die Bündische Rüstungsmaschinerie an, da dies im Gegensatz zu den Bauern als ernstzunehmender Krieg gesehen wurde. Zwar waren die Bauernunruhen und -aufstände inzwischen deutlich angewachsen, so hatten die Bundesräte doch deutlich mehr Angst vor einem Weltuntergangsszenario, welches Horst Carl wie folgend schildert:

„Aber nicht der Aufstand der Bauern schreckte die Bundesräte am meisten, sondern die Möglichkeit, dass sich unter der Fahne Herzog Ulrichs alle Bundesfeinde sammeln könnten: An der Spitze der vertriebene württembergische Herzog, in seinem Gefolge die fränkischen Konsorten Absbergs, im Hintergrund die unkalkulierbaren Eidgenossen, die Ulrich ihre Knechte zur Verfügung stellten, und dann zu allem Überfluß noch die aufständischen Bauern.“

Dass diese Befürchtungen nicht von der Hand zu weisen sind, zeigt das Bündnis des Hellen Haufens mit Herzog Ulrich im Mai 1525. Nachdem Georg Truchsess von Waldburg-Zeil (genannt „Bauern-Jörg“) Herzog Ulrich mit dem Bundesheer Mitte März vertrieben hatte, bestand die Möglichkeit gegen die Bauern vorzugehen.
Von Anfang Februar bis zum Beginn der Kämpfe Anfang April wurden Verhandlungen mit den Bauern geführt, offensichtlich aber nur zu dem Zweck, die nötige Zeit für die bündischen Rüstungen zu gewinnen. Dass die Bauern mit dem Bund verhandelten zeigt, dass sie ihn als Schiedsgericht akzeptierten und gemäß der bündischen Konfliktregelung zu handeln bereit waren. Ein von der Bundesversammlung mit den Bauernvertretern vereinbarter Stillstand, der die letzten Schlichtungsvorschläge des Bundes den Bauern zu unterbreiten ermöglichen sollte, wurde von den Bundesräten eingehalten. Selbst nach Angriffen der Bauern auf Schlösser und Übergriffen der Landsknechte am 25. März, marschierte das Bündische Heer zwar schon, doch setzten die Städte ihre Vermittlungsversuche fort. Erst als die Verhandlungen von Seiten der Bauern abgebrochen wurden, war der Weg frei, sie nun zu offiziellen Bundesfeinden zu erklären.
Am 4. April gingen die Bündischen Truppen gegen die Bauern in Leipheim bei Ulm vor, und obwohl diese kampflos aufgaben, wurden Hunderte oder gar Tausende auf der Flucht erschlagen. Am nächsten Tag wurden sechs bis sieben Rädelsführer und ihr Anführer hingerichtet sowie die Städte Günzburg und Leipheim zur Plünderung freigegeben. Davon beeindruckt, baten viele der Bauern des Baltringer Haufens um Gnade und die meisten unterwarfen sich bedingungslos.
Nachdem er seine eigenen Bauern in Wurzach geschlagen hatte, zog Georg Truchsess von Waldburg nach Gaisbeuren gegen den Seehaufen, welcher sich nach Weingarten zurückzog und dort eine strategisch bessere Position einnahm. Da sie zahlenmäßig überlegen waren und zu ihrer Unterstützung 8000 Allgäuer und 4000 Hegauer Bauern heranrückten, führten Verhandlungen mit den Bauern am 17. April zum Weingartner Vertrag, der ein bauernfreundliches Schiedsgericht stellen sollte und somit den dortigen Aufstand unblutig beendete.
Anfang Mai versammelten sich bei Kempten ca. 2000 Bauern, die sich gegen die Annahme des Vertrages entschieden.
Am 10. Mai stand der Truchsess dem Hellen Haufen bei Herrenberg im Raum Stuttgart gegenüber, wagte jedoch wegen der guten Stellung der Bauern nicht anzugreifen. Nachdem die Bauern in der Nacht die Stadt aufgaben und verließen, zogen sie sich zwischen Sindelfingen und Böblingen in eine mittels Wagenburg errichtete Stellung zurück. Den von der Vorhut der Bauern besetzten Galgenberg konnte der Truchsess nach einem Seitenwechsel von Böblingen einnehmen und von dort aus den Haufen mit Geschützen bestreichen. Noch ehe das bündische Fußvolk die Bauern erreichte, ergriffen diese die Flucht. In der darauf folgenden 10 km langen Verfolgung wurden 2000 bis 3000 Bauern erstochen. Damit war der Aufstand in Württemberg beendet.
Am 21. Mai konnte die Stadt Weinsberg, da sie von ihren Männern verlassen war, niedergebrannt werden. Frauen und Kinder hatte man zuvor aus der Stadt getrieben. Statt direkt nach Würzburg zu ziehen, zog der Truchsess ins Neckargebiet, um dem Pfalzgrafen zu helfen. Unterwegs ergaben sich viele Städte und Dörfer unter Auslieferung der Anführer, mit der Hoffnung auf eine milde Strafe.

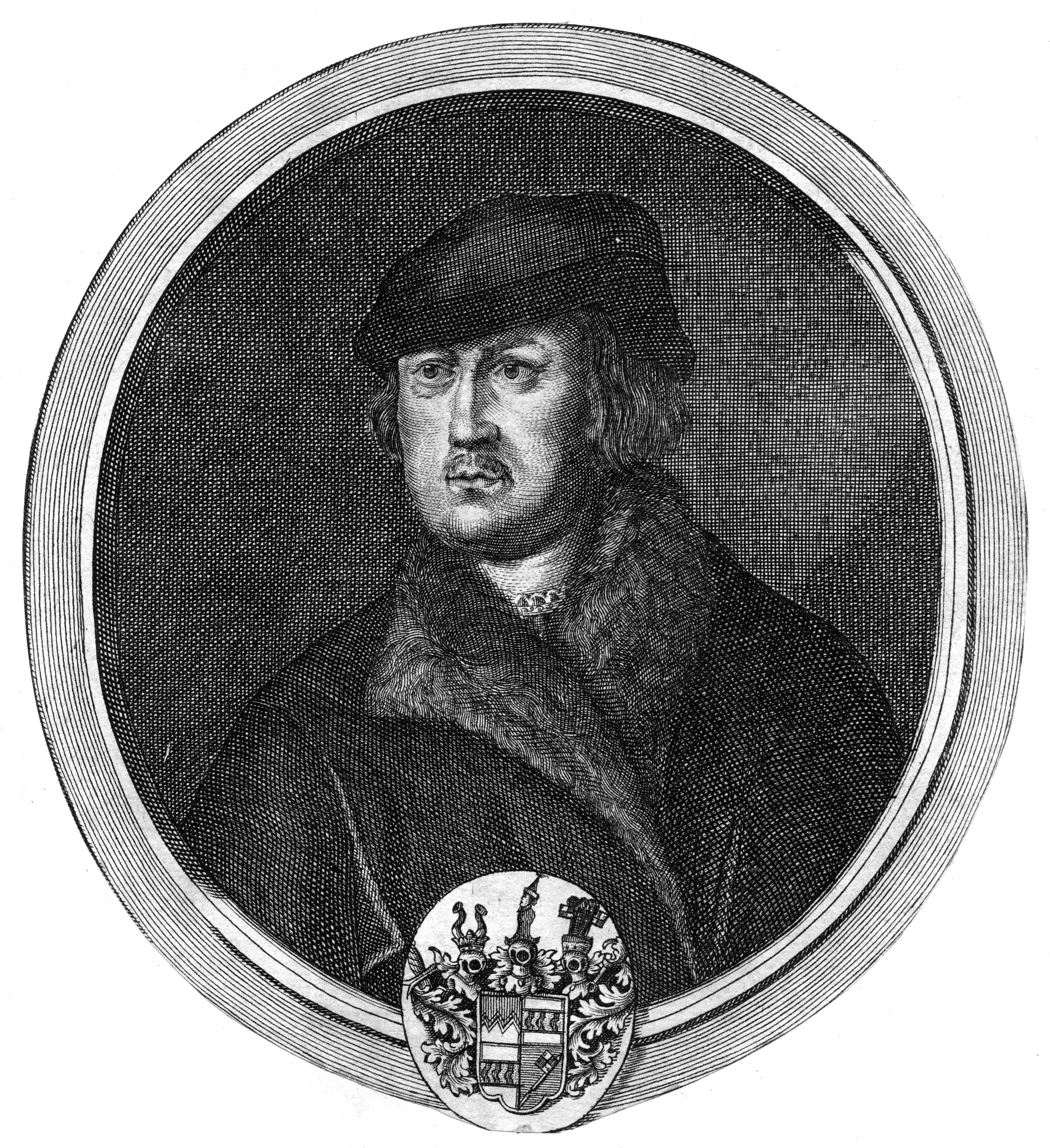
Konrad II. von Thüngen, Fürstbischof von Würzburg 1519–1540, Kupferstich von Johann Salver (um 1670–1738)

Nach der Vereinigung mit dem Pfalzgrafen am 28. Mai bei Neckarsulm zog man, da alle Aufstände im Neckargebiet niedergeschlagen worden waren, nach Würzburg. Dort konnte die Feste Marienberg währenddessen den Bauern standhalten. Nach drei Wochen Herrschaft der Bauern über die Stadt gerieten diese durch das Herannahen des Schwäbischen Bundes unter zunehmenden Druck.
Am 2. Juni versuchten die Bauern, den Schwäbischen Bund am Tauberübergang zu hindern, was in einer Schlacht in Königshofen mündete, bei der die Bauern vernichtend geschlagen wurden. Es waren rund 7000 Mann Verluste zu beklagen.
Zwei Tage später wurde die Wagenburg des Würzburger Ersatzheeres durch Kanonenschüsse auseinandergetrieben, was kaum einer der 5000 Bauern überlebte. In der Stadt Bamberg, die sich bald danach auf Anraten Nürnbergs auf Gedeih und Verderben ergeben hatte, gab es einige Hinrichtungen durch den Schwäbischen Bund.

## Fazit
Ein Urteil des in einem Nürnberger Ratsbuch verzeichneten „Bedenkens für rö. Kai. M., besser ordnung, Fried und recht in teutscher Nation zu erhalten, böse Praktik und trennung der stende Zufuhrkommen, doch alles unvergriffenlicht, niemand zu Nachteil und auf verstendige Verpesehrung“ aus dem Jahr 1537 ist „in summa der bund zu Schwaben das ordentlich wesen teutscher nation gewest, welcher bund auch von menniglich geforcht und in vil weg den landfriden und recht beschutzt und erhalten hat.“ zeigt die Bedeutung, die dem Schwäbischen Bund von Zeitgenossen beigemessen wurde. Weitere Beispiele dafür sind die Anwesenheit eines Gesandten des französischen Königs beim letzten Bundestag im Dezember 1533, der dem Ganzen eine dem Reichstag nahekommende politische Bedeutung und Anerkennung zuwies, oder die Versammlung der rheinischen Reichsstädte Ende Oktober 1498 in Worms, die über einen ähnlichen Zusammenschluss nachdachten und dabei auch erwogen, das Bündnis auf Fürsten, Grafen, Herren und Adlige auszudehnen.

## Allmählicher Zerfall des Schwäbischen Bundes in der nachreformatorischen Zeit
In den nachfolgenden Jahrzehnten der Reformation zerbrach der Bund an den unterschiedlichen konfessionellen Standpunkten seiner Mitglieder: Die Reichsstädte waren in der Regel protestantisch, die adligen Territorialherrscher katholisch. Württemberg war nach der Rückeroberung durch Herzog Ulrich 1534 protestantisch geworden und schloss sich stattdessen dem Schmalkaldischen Bund an, dem 1531 schon Ulm, Konstanz, Biberach an der Riß und andere Städte (als Gründungsmitglieder) beigetreten waren.
Hatte anfangs der Schwäbische Reichskreis noch in Konkurrenz zum Schwäbischen Bund gestanden, da sich die Mitgliedschaften in beiden Organisationen teilweise deckten, übernahm der Reichskreis ab 1530 teilweise die Rolle des Schwäbischen Bundes und unterhielt ab 1694 auch als einziger Reichskreis ein stehendes Heer.